# Nicolaus ancoratus
Nicolaus ancoratus är en insektsart som beskrevs av Stiller 1998. Nicolaus ancoratus ingår i släktet Nicolaus och familjen dvärgstritar. Inga underarter finns listade i Catalogue of Life.